# Harry Entwistle
Harry Entwistle (Chorley, Lancashire, 31 de maio de 1940) é um ex-padre anglicano e ex-bispo da Igreja Anglicana Tradicional na Austrália. Converteu-se ao catolicismo em 2012 e foi nomeado pelo Papa Bento XVI como primeiro ordinário do Ordinariato Pessoal Our Lady of the Southern Cross. Aposentou-se em 2019.

## Biografia
Entwistle estudou teologia para ordenação no St Chad's Theological College, Universidade de Durham. É casado e tem dois filhos adultos.

### Sacerdócio anglicano
Foi ordenado padre na Diocese de Blackburn da Igreja da Inglaterra em 20 de setembro de 1964. Após várias nomeações paroquiais em Fleetwood, Hardwick, Weedon, Aston Abbotts e Cubligton, ele se tornou capelão de prisão, servindo na HMP Wandsworth, de 1981 a 1988. Harry migrou para a Austrália em 1988, onde foi capelão sênior do Departamento de Serviços Correcionais da Diocese de Perth, Igreja Anglicana da Austrália. De 1992 a 1999, foi Arquidiácono e Pároco de Northam, e de 1999 a 2006, Pároco de Mt Lawley. Em 2006, Entwistle entrou para a Igreja Católica Anglicana na Austrália, uma igreja membro da Comunhão Anglicana Tradicional, e foi nomeado Bispo Regional Ocidental e Pároco de Maylands, em Perth.

### Sacerdócio católico romano
Após a recepção na Igreja Católica Romana e ordenação como diácono, Entwistle foi ordenado ao sacerdócio na Catedral de Santa Maria, Perth, em 15 de junho de 2012 pelo Arcebispo de Perth, Timothy John Costelloe. No mesmo dia, foi nomeado primeiro Ordinário do Ordinariato Pessoal de Nossa Senhora do Cruzeiro do Sul, criado por Bento XVI sob o patrocínio de Santo Agostinho da Cantuária.

Sob o ordinariato, seu primeiro ordinário explicou:
 “O Papa Bento XVI deixou bem claro que a unidade entre os cristãos não é alcançada concordando com o menor denominador comum, e aqueles que entram em um ordinariato aceitam o catecismo da Igreja Católica como a expressão autoritativa da fé católica”.
Entwistle foi nomeado Protonotário Apostólico e recebeu o título de Monsenhor do Papa Bento XVI, em um de seus últimos atos antes da aposentadoria. O anúncio foi feito em 5 de abril de 2013.

A renúncia de Monsenhor Harry Entwistle foi aceita pelo Papa Francisco em 26 de março de 2019, sendo sucedido por Carl Reid, até então padre do Ordinariato Pessoal the Chair of Saint Peter. Entwistle permanece como administrador paroquial da paróquia dos Santos Niniano e Chade em Perth. Também é presidente do Conselho de Diretores da Escola Católica de Gramática São Teodoro da Cantuária.